# اليغان (تيدلي)
اليغان هي إحدى مشيخات المملكة المغربية، تتبع جغرافيا لإقليم ورززات وإداريًا لتيدلي. يقدر عدد سكانها بـ 3207 نسمة حسب الإحصاء الرسمي للسكان والسكنى لسنة 2004.